# Afrokalpa perilla
Afrokalpa perilla är en insektsart som beskrevs av Ronald Gordon Fennah 1969. Afrokalpa perilla ingår i släktet Afrokalpa och familjen sporrstritar. Inga underarter finns listade i Catalogue of Life.